# Bernard Kaplíř ze Sulevic
Bernard Kaplíř ze Sulevic, též Burchard nebo Buchard, lat. Burchhardius, česky Purkart, byl v letech 1206–1217 jedenáctým proboštem litoměřické kapituly sv. Štěpána, a v letech 1236–1240 dvaadvacátým pražským biskupem. Pocházel patrně z českého panského rodu Kaplířů ze Sulevic.

## Život
Je uveden jako svědek v listině z 31. března 1206 v Míšni pod jménem (latinsky) „Burchhardius, praepositus de Leitmeritz“. Znovu je zmíněn v listině oseckého kláštera 11. července 1207. Dokládá to rozhodnutí papeže Inocence III. (1198–1216) z roku 1207, kdy byl Purkart jmenován současně s biskupem Robertem z Olomouce (1201–1240) a Danielem II. (1197–1214, zvaný Milík), aby rozhodli v trestní záležitosti v Oseku.
Jméno je doloženo v letech 1180–1182 a roku 1185. Purkart byl patrně i svatovítským kanovníkem a kanovníkem vyšehradským. V letech 1206–1217 byl 11. proboštem litoměřickým, kde vystřídal probošta Radostu.
Již roku 1229 je uveden jako kanovník scholastik u sv. Víta v Praze. Podle staré tradice založil Purkart v Litoměřicích roku 1236 dominikánský konvent s kostelem sv. Michala.
Purkart byl roku zvolen 1236 dvaadvacátým pražským biskupem. Na biskupa byl vysvěcen v Erfurtu 10. května 1237. Zemřel 12. září 1240 a pohřben byl u sv. Víta v Praze.